# 栗背雀百灵
栗背雀百灵（学名：Eremopterix leucotis），是百灵科雀百灵属的一种，是游猎迁徙的候鸟，分布于津巴布韦、科特迪瓦、赞比亚、埃塞俄比亚、斯威士兰、厄立特里亚、贝宁、塞内加尔、尼日尔、乍得、马里、安哥拉、索马里、南非、毛里塔尼亚、喀麦隆、纳米比亚、加纳、中非共和国、尼日利亚、肯尼亚、坦桑尼亚、博茨瓦纳、几内亚、冈比亚、苏丹、马拉维、布基纳法索、多哥、乌干达、莱索托和莫桑比克。全球活动范围约为3,880,000平方千米。该物种的保护状况被评为无危。
栗背雀百灵的平均体重约为14.8克。栖息地包括干燥的稀树草原、亚热带或热带的（低地）干草原、耕地和牧草地。